# Ourf Sidi Maamar
 (février 2015).
Si vous disposez d'ouvrages ou d'articles de référence ou si vous connaissez des sites web de qualité traitant du thème abordé ici, merci de compléter l'article en donnant les références utiles à sa vérifiabilité et en les liant à la section « Notes et références ».
Orf Sidi Maamar (Reconnaissance, ou tradition, de Sidi Maamar) est une tradition concernant la dot en mariage, originaire de la région de Ténès (wilaya de Chlef) en Algérie.

## Origine
Le nom de Sidi Maamar est celui d'un Saint homme mort aux environs de 1420 à Lahlaf, qui fut le précurseur de cette tradition.
Auparavant la dot (Sdak) se fixait en fonction du niveau social de la famille et de l’exigence du père de la mariée. Sidi Maamar l'uniformise : elle se résume à un sac de semoule, un pot de beurre, et un mouton ; en plus il était remis l’équivalent de la valeur d’une pièce d'or de quatre douros.
Chaque père ayant une fille a marier ne pouvait exiger une dot supérieure a quatre douros. Cette mesure visait en fait à permettre à deux personnes de conditions sociales différentes de s’unir sans que la fortune ne soit un critère préalable à leur union.